# Dicranoloma brasiliense
Dicranoloma brasiliense là một loài rêu trong họ Dicranaceae. Loài này được Herzog mô tả khoa học đầu tiên năm 1924.